# Мужчина, который любил цветы
«Мужчина, который любил цветы» (англ. the Man Who Loved Flowers) — рассказ американского писателя Стивена Кинга, впервые опубликованный в журнале «Gallery Magazine» в 1977 году. В 1978 вошёл в сборник «Ночная смена».

## Сюжет
По городу идёт влюблённый молодой человек. Все это видят и понимают, завидуя ему и его девушке. Он покупает букет цветов. Но когда ему кажется, что он наконец встретился со своей девушкой, он вдруг понимает, что это не она. И вспоминает, что она умерла десять лет назад…